# Thouinia pringlei
Thouinia pringlei är en kinesträdsväxtart som beskrevs av S. Wats.. Thouinia pringlei ingår i släktet Thouinia och familjen kinesträdsväxter. Inga underarter finns listade i Catalogue of Life.